# Mistrzostwa Polski Par Klubowych na Żużlu 1994
Mistrzostwa Polski Par Klubowych na Żużlu 1994 – zawody żużlowe, mające na celu wyłonienie medalistów mistrzostw Polski par klubowych w sezonie 1994. Rozegrano trzy turnieje eliminacyjne oraz finał, w którym zwyciężyli zawodnicy Polonii Bydgoszcz.

## Finał
- Leszno, 31 lipca 1994
- Sędzia: Roman Cheładze

| Miejsce | Kluby                       | Suma  | Zawodnicy                                            | Punkty                                              |
| ------- | --------------------------- | ----- | ---------------------------------------------------- | --------------------------------------------------- |
| złoto   | Polonia Jutrzenka Bydgoszcz | 26    | Tomasz Gollob Jacek Gollob Waldemar Cieślewicz       | 15 (3,1,2,3,3,3) 11 (1,3,3,2,2,0) ns                |
| srebro  | Unia Leszno                 | 24    | Roman Jankowski Adam Łabędzki Dariusz Łowicki        | 10 (2,1,2,0,3,2) 14 (3,2,3,3,2,1) ns                |
| brąz    | Stal Brunat Gorzów Wlkp.    | 19 +3 | Piotr Świst Ryszard Franczyszyn Piotr Paluch         | 13 +3 (1,2,2,2,3,3) 1 (0,0,1,–,–,–) 5 (–,–,–,3,2,0) |
| 4       | Sparta PolSat Wrocław       | 19 +2 | Wojciech Załuski Dariusz Śledź Piotr Baron           | 6 (2,2,d,1,1,–) 8 +2 (0,3,2,2,–,1) 5 (–,–,–,–,3,2)  |
| 5       | Morawski Zielona Góra       | 15    | Andrzej Huszcza Jarosław Szymkowiak Grzegorz Walasek | 10 (3,3,3,1,w,–) 5 (2,0,d,0,2,1) 0 (–,–,–,–,–,0)    |
| 6       | Unia Tarnów                 | 13    | Jacek Rempała Grzegorz Rempała Mirosław Cierniak     | 8 (3,1,3,1,0,–) 3 (2,0,–,–,1,d) 2 (–,–,1,0,–,1)     |
| 7       | Włókniarz Częstochowa       | 10    | Sławomir Drabik Janusz Stachyra Dariusz Rachwalik    | 1 (d,1,0,d,0,–) 7 (1,0,1,1,1,3) 2 (–,–,–,–,–,2)     |